# Bulbophyllum peramoenum
Bulbophyllum peramoenum är en orkidéart som beskrevs av Oakes Ames. Bulbophyllum peramoenum ingår i släktet Bulbophyllum och familjen orkidéer.
Artens utbredningsområde är Filippinerna. Inga underarter finns listade i Catalogue of Life.